# Сакрофано
Сакрофано (итал. Sacrofano) — коммуна в Италии, располагается в регионе Лацио, подчиняется административному центру Рим.
Население составляет 6446 человек (на 2004 г.), плотность населения составляет 205 чел./км². Занимает площадь 28 км². Почтовый индекс — 060. Телефонный код — 06.
Покровителями коммуны почитаются священномученик Власий Севастийский, празднование 3 февраля, и святой Геминиан Моденский.